# Jack Sprague
Jack Sprague, född den 8 augusti 1964 i Spring Lake, Michigan, USA, är en amerikansk före detta racerförare.

## Racingkarriär
Sprague började sin Nascar-karriär i Craftsman Truck Series 1995 på Phoenix International Raceway. Sprague blev sedan tvåa i mästerskapet säsongen 1996, innan han tog sin första titel 1997, samt tre tävlingar under säsongen, vilket lades till hans fyra delsegrar säsongen 1996. Sprague blev sedan tvåa i mästerskapet 1998, efter fem delsegrar, innan han tog sin andra titel säsongen 1999, efter ytterligare tre segrar. Säsongen 2000 var desto ojämnare, med ytterligare tre segrar, men flera krascher, vilket gjorde att Sprague slutade femma i mästerskapet. Han blev sedermera den förste att ta tre titlar i serien med ytterligare en mästerskapsseger 2001, efter karriärbästa sju segrar. Han körde hela säsongen 2002 i andraserien Busch Series, där han tog sin första och enda seger i kategorin på Nashville. Sprague försökte sig även på att köra i Winston Cup, men hans tid i den högsta serien var inte lyckad, då han fick sparken från Xpress Motorsports mitt under säsongen 2003. Efter det körde Sprague i truckserien utan nämnvärda framgångar de kommande åren, innan han lämnades utan körning säsongen 2009.